# Nichols, Iowa
Nichols là một thành phố thuộc quận Muscatine, tiểu bang Iowa, Hoa Kỳ. Năm 2010, dân số của thành phố này là 374 người.

## Dân số
Dân số qua các năm:
- Năm 2000: 374 người.
- Năm 2010: 374 người.